# 第一核能發電廠
第一核能發電廠（簡稱核一廠）是一座位於臺灣新北市石門區的核能發電廠，由臺灣電力公司經營。其為台灣第一座核電廠，乃中華民國政府於1970年代推動的十大建設之一。民航局劃定核一廠周邊2浬為限航區R46（核能一廠），晝夜連續限航。由於廠址距新北市金山區的中心街區較近，國際上多稱之為金山發電廠。2019年已除役。

## 背景
隨著1960年代臺灣的經濟發展，臺灣的電力來源已經由火力取代水力發電，然而臺灣雖然產煤但幾乎不產石油，火力發電的燃料需仰賴進口，而當時的燃料進口來源地的中東地區局勢長期不穩定，為了確保能源的穩定供應以及更大的發電量以支持發展中的臺灣，中華民國政府決定興建核能發電廠來因應需要。

## 過程
核一廠是於1970年核准興建，1971年底開始施工，一號機反應爐於1975年5月完成吊裝，1977年10月裝填鈾燃料，11月併聯發電，1978年12月10日開始商業運轉。二號機反應爐則於1976年11月完成吊裝，1978年10月裝填鈾燃料。12月併聯發電，1979年7月15日開始商業運轉。
興建期間，1973年發生第一次石油危機，火力發電成本爆增，影響能源的供應。核能發電的迫切性提高，同年政府將核能電廠列入十大建設，顯示政府對基礎能源供給的重視。
1975年核一廠反應爐是在金山中角海灘上岸，重480公噸，一般橋樑及車輛無法負荷，在陸路運輸階段事前花了功夫補強，在冬夜的寒風，用輪子比人還高的「戰車」(大型臺車)，以時速不到2公里緩緩從金山運到石門。

## 設備
核一廠機組使用同時間訂購的相同機型，發電蒸氣來源使用美國GE公司研製之奇異沸水式反應爐，每小時可產生每平方吋985磅壓力的飽和蒸汽7,620,000磅。汽輪發電機由美國西屋公司承造，採再熱生式汽力循環，熱效率可達35%。每部機預計每年可發電50億度，經由345千伏之超高壓輸電線分四路送至臺北地區匯入系統。
反應爐所用的燃料為低濃縮鈾錠，每座爐心裝置燃料元件408組，每組由60支長150英吋之燃料棒及1支大水棒排列而成，另有十字型控制棒7支穿插其間。所裝鈾錠約82公噸，每18個月運轉需停爐一次更換燃料棒，每次更換約四分之一。
| 反應爐 | 反應堆型          | 輸出功率 | 開始商轉日期 | 反應爐廠商 | 圍阻體型式 | 商轉執照期限 | 備註 |
| ------ | ----------------- | -------- | ------------ | ---------- | ---------- | ------------ | ---- |
| 一號機 | 沸水式反應爐第4型 | 636MW    | 1978/12/06   | 奇異公司   | 馬克一型   | 2018/12/05   |      |
| 二號機 | 沸水式反應爐第4型 | 636MW    | 1979/07/16   | 奇異公司   | 馬克一型   | 2019/07/15   |      |

- 反應器保護系統(RPS)：預期或發現任何危及反應器安全的參數及狀況時，將自動快速插入全部控制棒至爐心，使爐心停止中子分裂反應，準確可靠地把反應器急停。亦可由運轉員判段事態後手動引動反應器保護系統，使反應器由滿載運轉至停機，以保護核燃料及冷卻水壓力邊界之完整，保障電廠及民眾安全。
- 緊急爐心冷卻系統(ECCS)：本系統稱之為Emergency Core Cooling System，簡稱為ECCS。系統設計之目的為：當反應爐發生設計基礎爐水流失事故（Design Basis Loss of Coolant Accident “LOCA”）時，能在很短時間內及時補水，多套系統重覆及層層把關，以防爐內燃料熔燬，同時配合一次圍阻體與二次圍阻體，共同限制放射性物質外洩，以保護周遭民眾及其財產安全。由以下各系統所構成：
- 高壓注水系統 (HPCI)：任何災害致電廠喪失廠用電源時，又發生反應爐管路小破裂，此時爐內壓力尚高，就可使用HPCI來為反應爐補水，HPCI系統之小汽輪機利用反應爐餘熱所產生之蒸汽帶動一組升壓泵及主水泵，注入反應爐，小汽輪機之排汽則洩放至抑壓槽。即使無管路破裂，亦可由此系統消耗大部份殘餘蒸汽來為反應爐降壓。
- 自動洩壓系統 (ADS)：利用十個安全釋放閥中的五個兼做自動洩壓閥之用，當反應爐發生爐水喪失事故時，高壓注水系統(HPCI)所補充入爐內之水量尚無法應付爐水流失量，而反應爐壓力尚高時，利用本系統（ADS）洩放爐內蒸汽至抑壓槽，反應爐降壓後使得低壓注水系統（LPCI或CS）能夠起動發揮灌水之功能，以防核燃料熔燬。
- 爐心噴灑系統 (CS)：當反應爐發生爐水喪失事故時，可利用自動洩壓系統 (ADS)將反應爐降壓，再由爐心噴灑系統 (CS)將冷卻水由爐心燃料元件頂部上方噴灑而下，冷卻燃料護套，防止燃料元件過熱而熔燬。
- 低壓注水系統 (LPCI)：此二系統CS、LPCI均使用緊急交流電源，其水泵之水源正常取自抑壓槽，水打入爐心後，經破管處洩至乾井，再經通洩管流入抑壓槽，形成一閉路循環，能用以長期冷卻爐心。
- 餘熱排除系統 (RHR)有以下各種運轉型態：

1. 低壓注水型態(由三台RHR 水泵所構成)。
2. 圍阻體噴灑型態(含抑壓槽噴灑，防止事故後乾井高壓而使用)。
3. 蒸汽凝結型態(已取消不用)。
4. 抑壓槽冷卻型態(經熱交換器將熱源移出至大海)。
5. 停爐冷卻型態 （含槽蓋噴灑，可作反應爐長期冷卻使用）。
6. 試運轉型態(供平時的可用性測試使用)。
7. 燃料池冷卻型態(可協助作燃料池冷卻使用)。
8. 替代停爐冷卻型態(大修時管路檢修，可由反應爐其他路徑取水並冷卻)。

- 爐心隔離冷卻系統(RCIC)：任何災害致電廠喪失廠用電源時，反應爐與主冷凝器隔離，急停後殘餘蒸汽可運用RCIC系統來運轉並消耗，即殘餘蒸汽推動其汽輪機，再帶動水泵補充爐水，作功後的蒸汽再排至抑壓槽消納。由於飼水系統喪失電源而無法運作補水，故需依靠RCIC補充爐水。

## 核電廠安全性
核一廠營運後對臺灣的用電能源供應貢獻卓越，然而隨著臺灣反核民意的升高，核電廠的價值與地位也一再受到質疑跟挑戰。加上美國三哩島、蘇聯車諾比及日本福島相繼發生意外事故後，核電廠的安全問題更是備受關注。由於北臺灣用電量極大，因此北部海濱還有核二廠及封存中的核四廠。
- 台灣地區的核電廠已經通過經濟合作暨發展組織核能署（OECD/NEA）的壓力測試，獨立專家小組中一名日籍專家表示，經這次壓力測試評估，他認為台灣核電廠可抵抗類似福島核災的地震、海嘯。 （页面存档备份，存于）

- 歐盟執委會(EC)9人專家小組，2013年來台進行「核能電廠壓力測試國家報告」同行審查(Peer Review) 的現場訪查工作。同行審查報告指出：台灣四座核電廠通過此項壓力測試，整體而言，臺灣所執行的壓力測試實質係遵循於2011至2012年間在歐盟執行的壓力測試，其結果與相關歐盟壓力測試結果可視為相當。 歐盟同行審查認知下列事項：原能會根據歐盟壓力測試結果，以及對福島事故後其他國家特別是美國、歐洲與日本所採取行動，已發展一套全面性的作法，進行安全審查並認定須進一步強化安全的行動，以便對台灣所有核能電廠在極端外部事件與嚴重事故提供更好的防備。 假定能適切的屢行這些強化行動，並根據壓力測試範疇內所考慮福島事故類型危害的審查結果，歐盟同行審查注意到原能會並未發現台灣的核能電廠有任何安全相關而須立即停機的弱點。而且，台灣核能電廠似乎普遍採用高安全標準，且在多數域符合國際目前的先進技術實務。雖然如此，在某些特定的安全相關領域，同行審查專家小組仍提出明確的進一步改善建議。台灣受到極端天然危害例如地震、洪水(含海嘯)、極端天候狀況與火山影響的風險，遠高於世界上許多其他的地理環境，特別是遠高於進行核能電廠壓力測試的歐洲國家。基於此項事實，這些改善被認為具有正當性。Summary-EU Peer Review of the Taiwanese Stress Tests (中譯版，102.11.08) （页面存档备份，存于）
- 斷然處置：台電公司因應日本福島核子事故，擬訂「核能電廠機組斷然處置程序」指引，面對來自電廠外部大規模損害之複合式災害，相關救援設備、監控儀器及通信設施可能同時失效，建立完整的處置流程，提供核能電廠第一線人員迅速反應的準則，減緩與控制反應爐、圍阻體與用過燃料池喪失冷卻或完整性的威脅，在事件惡化演變成為事故甚或「嚴重事故」前，中斷事件狀態之繼續惡化。也可以說斷然處置措施是在現行緊急操作程序中，為防止機組狀況惡化到「嚴重事故」所新增之一「深度防禦（Defense-in-Depth）」處置程序。此亦與美國 NEI 12-06   Diverse and Flexible Coping Strategies （FLEX）Implementation Guide 之概念相仿 。

- 依據核一廠現行耐震與防海嘯的設計基準，既有的緊急操作程序書(EOP)與嚴重核子事故處理指引(SAP)，即可有效地應付設計基準地震與海嘯的衝擊，確保機組能夠安全停機。惟發生複合式災變時，如日本福島核子事故，現行的程序書無法完全涵蓋此狀況。因此，必須配合深度防禦的精進改善與廠內、外資源，擬定「機組斷然處置程序指引」，提供第一時間控制與減緩反應爐、圍阻體與用過燃料池喪失冷卻或完整性的處置程序，於緊急時，作為決策與操作的依據；在平時，則做為人員訓練與演練的規範，俾在災變時，對機組及時採取因應作為，防範發生爐心熔損、氫氣爆炸或用過燃料池喪失冷卻、水位等事件，以避免如日本福島第一核能發電廠一樣進入嚴重核子事故。

## 現況
核一廠由商轉至2003年9月，提供台灣已達約2128.9億度之電力，是台北市目前重要的能源供應來源之一。自2014年12月開始一號機大修裝填新燃料完成但未准起動運轉，直到2018年12月6日運轉執照到期日，正式宣佈一號機除役；二號機於2019年7月16日宣佈除役。
台電規劃的第一期位於新北市的乾式貯存設施(在核一廠址內)已完工，但是目前核廢料最終處置場地仍未決定，新北市政府及三芝、石門區公所都擔憂興建乾貯場後，原定的「暫時存放」核廢料，可能會變「永久存放」，因此在最終處置場址決定前，刻意反對於廠內設置任何的貯存設施。目前雖第一期貯存場完工，然設計貯存量為1680束，不足核一廠內共7400束用過的核子燃料，因此也規劃新設第二期「室內乾式貯存設施」，後續將第一期併入第二期室內乾式貯存設施存放。外界對第一期的室外露天乾式貯存設施一直有風險疑慮，台電只好將已規劃的第2期乾式貯存改成室內式設計，以符合外界期待，後續因台電核一、核二室外乾式貯存設施所提行政訴訟勝訴後，新北市府未有上訴動作，形同放棄上訴；新北市政府農業局表示：「台電承諾室外乾貯屬室內乾貯設施完成前的過渡時期使用。請台電儘速提送水保計畫，市府會依法院判決予以核定，也呼籲經濟部務必做好監督管理工作，確保核能除役安全。」
2019年5月15日環保署通過核一廠除役環評。台電將以25年時間進行除役工作。
台電核一、核二乾貯案勝訴 新北：依判決核定。

## 未來
核能發電廠一般使用年限是40年到60年，核一廠一號機停止運轉年限為2018年12月5日，核一廠二號機停止運轉年限為2019年7月15日，行政院曾表示會考慮將核一廠提前除役，以達到「非核家園」的理念。2011年，總統馬英九宣布核一廠確定不延役，台電在2018年和2019年分別除役核一廠兩機組。屆時由擴建完成，採用天然氣發電的大潭發電廠及其他擴建計畫彌補減少之供電量。
2018年11月24日，公投第16案(即所謂「以核養綠」公投案)通過，電業法第95條第1項「核能發電設備應於中華民國一百十四年以前，全部停止運轉。」將在公告第3日起失效，雖該項條文失效，但僅取消核電停止運轉的期限，並未約束政府不可推動非核家園。依法核電廠在除役期限前5到10年必須提出延役申請，核一廠除役在即，已來不及申請；核二、三廠皆備有延役方案，待政府指示即可送陳經濟部與原能會審核。

## 事件
2014年12月10日，核一廠一號機停機進行歲修。12月28日執行核燃料挪移填換作業時，發現其中1束燃料組件有把手鬆脫情形，之後政府即不再同意該廠啟動。這是全世界首次出現沸水式反應爐燃料束把手鬆脫的意外(壓水式反應爐有前例)，肇因確定是生產製造瑕疵而非台電責任，維修成本將向法國採購商阿海珐（AREVA）求償。

## 週邊
- 石門十八王公廟

## 外部連結
- 台電第一核能發電廠簡介 （页面存档备份，存于）
- 第一核能發電廠廠界輻射即時監測圖